# FK Krupa
FK Krupa is een Bosnische voetbalclub uit Krupa na Vrbasu in de regio Banja Luka.
De club werd in 1983 opgericht en speelde op laag in niveau in de Joegoslavische competities. In 2014 promoveerde de club naar het tweede niveau na een tweede plaats in de Druga Liga Republika Srpska. In 2016 werd Krupa kampioen van de Prva Liga Republika Srpska en promoveerde voor het eerst naar de Premijer Liga. Dit lukte de club voor de tweede keer in 2020.
Borac Banja Luka · 
GOŠK Gabela · 
Igman ·
Posušje · 
Radnik Bijeljina · 
Sarajevo · 
Široki Brijeg · 
Sloboda Tuzla ·
Sloga Doboj ·
Velež Mostar ·
Zeljeznicar Sarajevo · 
Zrinjski Mostar ·